# After Everything (película)
After Everything es una película de drama romántico estadounidense escrita y dirigida por Castille Landon, basada en los personajes de la serie de novelas After de Anna Todd. Es la secuela de After: amor infinito (2022) y la quinta y última entrega de la serie de películas After. La película está protagonizada por Josephine Langford y Hero Fiennes Tiffin retomando sus papeles de Tessa Young y Hardin Scott, respectivamente.
After Everything se estrenó en Estados Unidos los días 13 y 14 de septiembre de 2023 de forma limitada, por Voltage Pictures. En otros países, se estrenó del 13 de septiembre en adelante.

## Reparto
- Josephine Langford como Tessa Young
- Hero Fiennes Tiffin como Hardin Scott
- Stephen Moyer como Christian Vance
- Mimi Keene como Natalie
- Benjamin Mascolo como Sebastian
- Louise Lombard como Trish Daniels
- Chance Perdomo como Landon
- Kiana Madeira como Nora
- Rob Estes como Ken Scott
- Arielle Kebbel como Kimberley
- Aya Ivanova como Emery
- Cora Kirk como Freya
- Rosa Escoda como Kat
- Jessica Webber como Maddy
- Ella Martine como Naomi
- Carter Jenkins como Robert
- Anton Kottas como Smith

## Producción

### Desarrollo
En agosto de 2022, se anunció que se había desarrollado una quinta película al mismo tiempo que After: amor infinito. La película fue escrita como una historia original por el director Castille Landon y es la primera entrega que no está basada en una de las novelas titulares. Josephine Langford y Hero Fiennes Tiffin fueron elegidos para repetir una vez más sus papeles de Tessa Young y Hardin Scott, respectivamente. Louise Lombard y Stephen Moyer fueron elegidos para repetir sus papeles de Trish Daniels y el editor Christian Vance, respectivamente. Mimi Keene y Benjamin Mascolo se unieron al elenco como los nuevos personajes Natalie y Stephen. Además, Cora Kirk, Rosa Escoda, Jessica Webber y Ella Martine se unieron a la producción en papeles secundarios.

### Rodaje
La película se rodó en secreto al mismo tiempo que la entrega anterior, como se reveló en agosto de 2022 en Portugal. Las producciones ingresaron a la fotografía principal consecutivamente, con el anuncio de luz verde, desarrollo, preproducción, fotografía principal y posteriormente posproducción en ese momento.

## Estreno
After Everything se estrenó en cines en los Estados Unidos solo durante dos noches, del 13 al 14 de septiembre de 2023, como parte de Fathom Events. Voltage Pictures distribuyó la película y Netflix conservó los derechos exclusivos de streaming. Además, se distribuyó en cines en el extranjero y en Amazon Prime Video.
El avance oficial de la película se subió a YouTube en mayo de 2023. En agosto de 2023, se subió un comercial de televisión oficial de la película. También se subió un nuevo clip en agosto de 2023.

## Futuro
Comercializado con el lema "El capítulo final", Landon dijo en 2021 que se encontraban en preproducción una precuela y una secuela adicional centrada en los hijos de los protagonistas de la serie. Pese a ello, la distribuidora Voltage Pictures anunció en 2023 que After Everything sería el final de la franquicia.